# Aristide Cavaillé-Coll
Aristide Cavaillé-Coll, född 4 februari 1811 i Montpellier, död 13 oktober 1899, var en fransk orgelbyggare.

## Förteckning över orglar byggda av Cavaillé-Coll

### Frankrike
- Caen: Église Saint-Étienne
- Carcassonne: Carcassonnes katedral

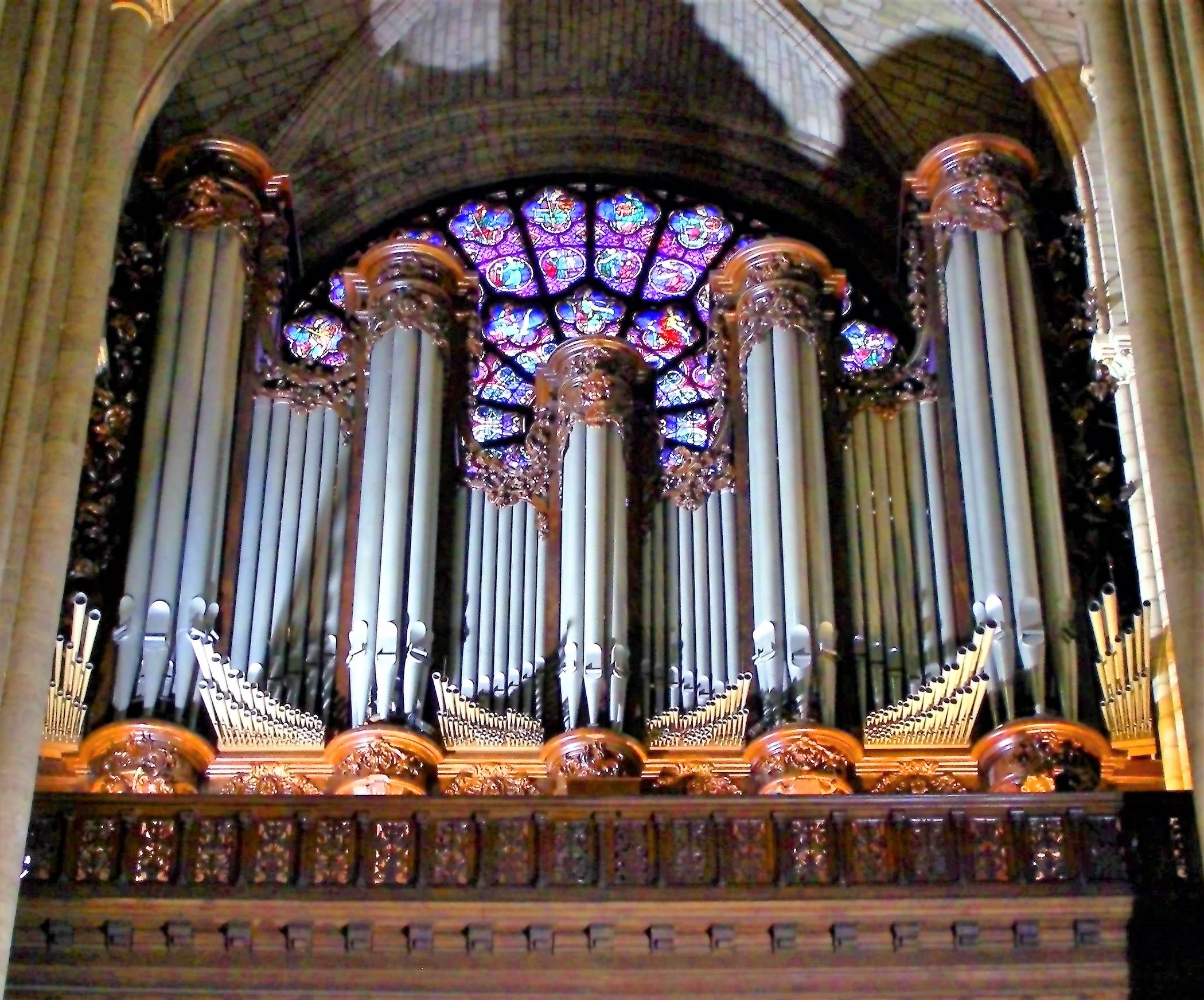
Grandes Orgues i Notre Dame de Paris

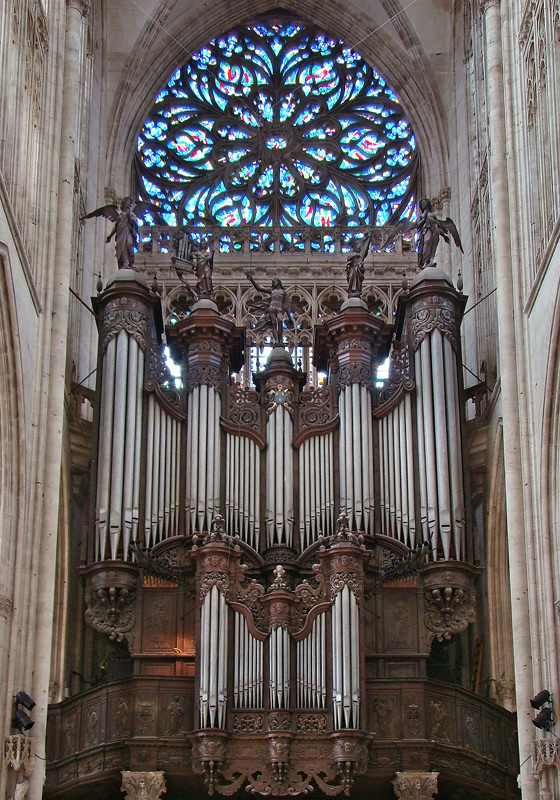
Saint Ouens kyrka

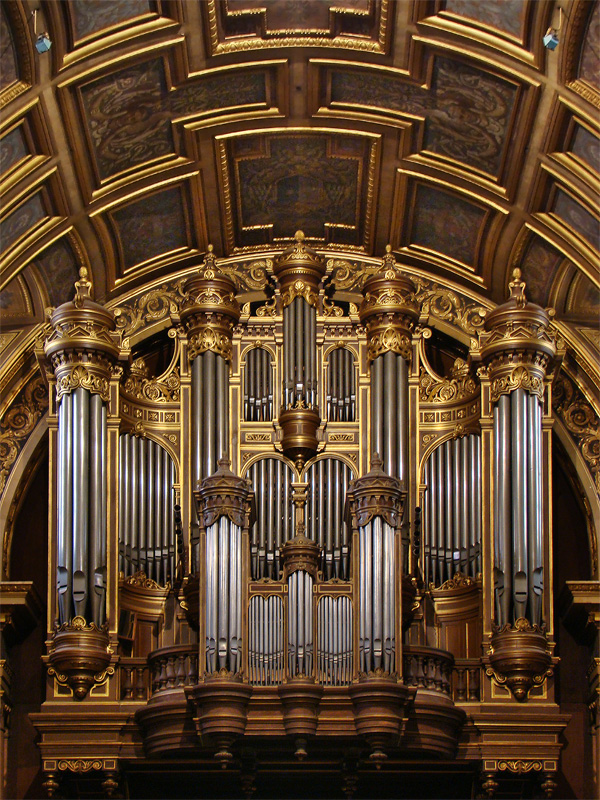
Rennes katedral

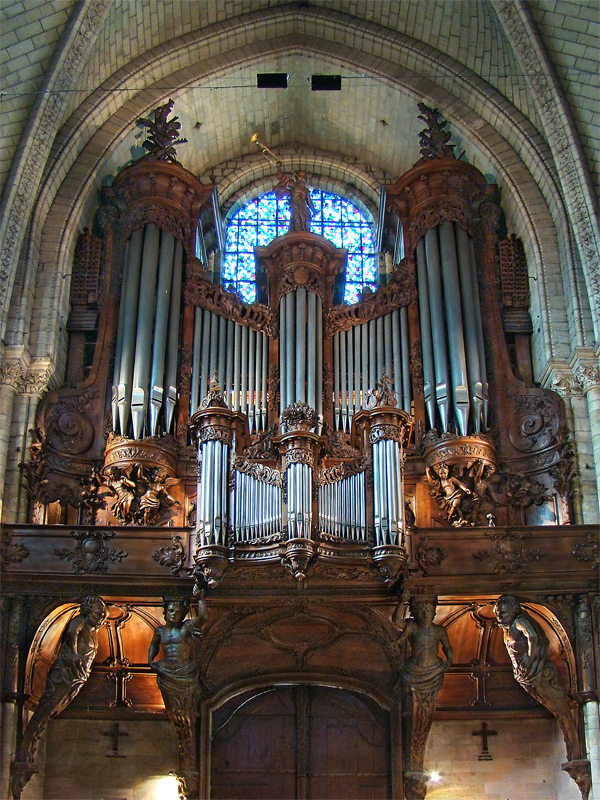
Angers katedral

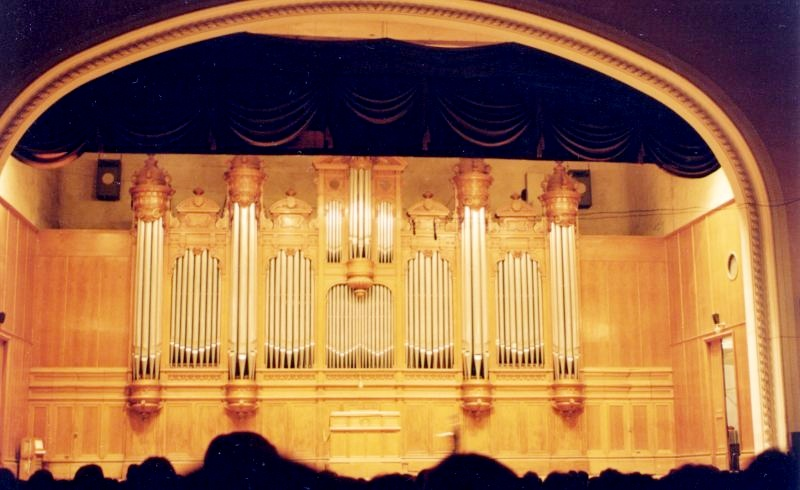
Orgel i Moskvas musikkonservatorium

- Courbevoie: Église Saint-Maurice de Bécon
- Épernay: Saint-Pierre-Saint-Pauls kyrka
- Lavaur: Saint-Alain
- Lyon: Saint-François-de-Sales kyrka
- Orléans: Cathédrale Sainte-Croix (orgeln har modifierats av Haerpfer)
- Mazamet: Église Saint-Sauveur
- Paris: Église Saint-Roch
- Paris: Église de la Madeleine (ombyggd och modifierad av Gonzales)
- Paris: Notre-Dame-de-la-Croix
- Paris: Amerikanska katedralen i Paris
- Paris: Notre Dame de Paris (modifierad)
- Paris: Sainte-Clotilde (omfattande modifikationer, ombyggd av Dargassies 2004)
- Paris: Saint-Sulpice (byggd av François-Henri Clicquot, ombyggd och förbättrad av Cavaillé-Coll)
- Paris: Saint Vincent de Paul
- Paris: Église de la Sainte-Trinité
- Paris: Église Saint-Jean-de-Montmartre (flyttad från École Sacré-Cœur de la Ferrandière, Lyon)
- Paris: Basilique du Sacré-Cœur
- Paris: Val-de-Grâce kapellorgel
- Perpignan: Perpignans katedral
- Rabastens: Notre-Dame-du-Bourg-kyrkan
- Rouen: Klosterkyrkan Saint-Ouen
- Saint-Denis: Klosterkyrkan Saint-Denis
- Toulouse: Saint-Sernin
- Trouville-sur-Mer: Église Notre-Dame des Victoires

### Nederländerna
- Haarlem: Philharmonie
- Amsterdam: Augustinuskerk
- Amsterdam: Joannes en Ursulakapel Begijnhof

### Spanien
- Alegia: San Juan
- Azkoitia: Santa María
- Azpeitia: Basílica de Loyola
- Getaria (Guetaria): San Salvador
- Irún: Santa María
- Lekeitio: Basílica de La Asunción de Nuestra Señora
- Madrid: Basílica de San Francisco el Grande
- Mutriku (Motrico): Santa Catalina
- Oiartzun: San Esteban
- Pasaia (Pasajes)
- San Sebastián (Donostia): Résidence de Zorroaga
- San Sebastián (Donostia): San Marcial d’Altza
- San Sebastián (Donostia): Santa María del Coro
- San Sebastián (Donostia): Santa Teresa
- San Sebastián (Donostia): San Vicente
- Urnieta: San Miguel
- Vidania (Bidegoyan), San Bartolomé

### Storbritannien
- St Michael's Abbey, Farnborough, Hampshire
- Manchester Town Hall
- Paisley: Paisley Abbey
- Warrington: Parr Hall, Warrington

### Sverige
- Stockholm: Gustaf Vasa kyrka. Orgeln, byggd 1906-1907 av Setterquist & Son Orgelbyggeri, är av en helt kompromisslöst genomförd Cavaillé-Coll-typ.[7]

### Brasilien
- Campinas: Catedral Metropolitana
- Campo Largo: Igreja Matriz de Nossa Senhora da Piedade
- Lorena, Brasilien: Catedral Nossa Senhora da Piedade

### Venezuela
- Caracas: Iglesia de la Parroquia San Francisco
- Caracas: Iglesia de la Parroquia Altagracia (Inte i bruk)
- Caracas: Iglesia de la Parroquia Santa Teresa.
- Caracas: Iglesia de la Parroquia San José
- Caracas: Parroquia La Encarnación del Valle
- Los Teques: Catedral (Inte i bruk)

### Övrigt
- Lujan, Argentina. Basilica de Lujan
- Valparaíso, Chile: Iglesia de los Sagrados Corazones (1872)
- Köpenhamn, Danmark: Jesuskirken (1890)[8]
- Rom, Italien: Casa Santa Maria av Nordamerikanska påvliga kollegiets kapell
- Fuji, Japan: Solskenshuset
- Jersey: Highlands College, Jersey
- Mazatlán, Mexiko: Catedral Basílica de la Inmaculada Concepción
- Moskva, Ryssland: Bolsjojhallen i Moskvas musikkonservatorium (installerad av Charles Mutin)

## Utmärkelser
Asteroiden 5184 Cavaillé-Coll är uppkallad efter honom.